# Центральное сельское поселение (Белгородская область)
Центра́льное се́льское поселе́ние — муниципальное образование в Ракитянском районе Белгородской области.
Административный центр — село Центральное.

## История
Центральное сельское поселение образовано 20 декабря 2004 года в соответствии с Законом Белгородской области № 159.

## Население
| 2010 | 2011 | 2012 | 2013 | 2014 | 2015 | 2016 | 2017 | 2018 |
| ---- | ---- | ---- | ---- | ---- | ---- | ---- | ---- | ---- |
| 907  | ↗909 | ↗927 | ↗931 | ↘919 | ↗923 | ↘915 | ↘913 | ↘908 |
| 2019 | 2020 | 2021 |      |      |      |      |      |      |
| ↗911 | ↘898 | ↘859 |      |      |      |      |      |      |

## Состав сельского поселения
| № | Населённый пункт | Тип населённого пункта       | Население |
| - | ---------------- | ---------------------------- | --------- |
| 1 | Зиневский        | село                         | ↘229      |
| 2 | Центральное      | село, административный центр | ↗678      |